# Przemysłów (Mazovie)
Pour les articles homonymes, voir Przemysłów.
Przemysłów (prononciation : [pʂɛˈmɨswuf]) est un village polonais de la gmina de Gąbin dans le powiat de Płock de la voïvodie de Mazovie dans le centre-est de la Pologne.
Il se situe à environ 7 kilomètres à l'est de Gąbin (siège de la gmina), 19 kilomètres au sud-est de Płock (siège du powiat) et à 82 kilomètres à l'ouest de Varsovie (capitale de la Pologne).
Le village compte approximativement une population de 132 habitants en 2006.

## Histoire
De 1975 à 1998, le village appartenait administrativement à la voïvodie de Płock.